# Cynoglossus canariensis
Cynoglossus canariensis är en fiskart som beskrevs av Franz Steindachner 1882. Cynoglossus canariensis ingår i släktet Cynoglossus och familjen Cynoglossidae. Inga underarter finns listade i Catalogue of Life.
Cynoglossus canariensis är ungefär 34 cm lång när den blir könsmogen och de flesta exemplar når en längd av 45 cm. I undantagsfall blir individer 60 cm långa.
Arten förekommer i östra Atlanten vid kustlinjerna. Utbredningsområdet sträcker sig från Kanarieöarna och Marocko över Kap Verde till Angola. Cynoglossus canariensis vistas i områden som ligger 10 till 300 meter under havsytan. Fisken lever över mjuk grund som består bland annat av sand eller slam.
Födan utgörs av mindre fiskar och kräftdjur.
Liksom andra arter av samma släkte fångas individer med trålfiske. Enligt en studie i havet kring Gabon minskade släktets bestånd där med 60 procent under 10 år (före 2015). I Gabon och Nigeria infördes därför en föreskrift att fiskenätens maskor ska vara större så att ungdjur kan överleva. IUCN listar Cynoglossus canariensis som nära hotad (NT).